# Kamil Matkowski
Kamil Franciszek Karol Matkowski (ur. 1 maja 1898 w Leibnitz, zm. 30 kwietnia 1940 w Katyniu) – kapitan piechoty Wojska Polskiego, kawaler Krzyża Walecznych, ofiara zbrodni katyńskiej.

## Życiorys
Był synem Karola i Joanny z Jescuków. Uczestnik I wojny światowej. Walczył w wojnie polsko-bolszewickiej. Absolwent Szkoły Podchorążych dla Podoficerów w Bydgoszczy (1922), przydzielony jako oficer rezerwy zatrzymany w służbie czynnej do 45 pułku piechoty jako oficer nadetatowy i skierowany do służby w 1 pułku czołgów. 1 kwietnia 1924 został przemianowany z podporucznika rezerwy na oficera zawodowego w stopniu porucznika piechoty ze starszeństwem z dniem przemianowania i lokatą 43/5 z pozostawieniem w 1 pułku czołgów, jego oddziałem macierzystym był nadal 45 pp. W lipcu 1924 jako oficer 1 pułku czołgów otrzymał zezwolenie na zawarcie związku małżeńskiego z Ewą Stanowską. 1 lipca 1931 został przeniesiony z 2 dywizjonu samochodów pancernych do 2 pułku pancernego. W 1932 został przeniesiony do 42 pułku piechoty. 1 stycznia 1935 awansował do stopnia kapitana ze starszeństwem z dniem awansu i 5 lokatą. W marcu 1939 był komendantem obwodowym Przysposobienia Wojskowego w Równem przy 45 pp.
Podczas kampanii wrześniowej, wzięty do niewoli przez Sowietów. Według stanu z grudnia 1939 był jeńcem obozu kozielskiego. Ostatnia wiadomość od Matkowskiego dotarła do małżonki pod koniec grudnia 1939. 28 kwietnia 1940 przekazany do dyspozycji naczelnika smoleńskiego obwodu NKWD – lista wywózkowa 052/4 poz. 65 nr akt 619, z 27.04.1940. Został zamordowany 30 kwietnia 1940 przez NKWD w lesie katyńskim. Zidentyfikowany podczas ekshumacji prowadzonej przez Niemców w 1943, wpis w dzienniku ekshumacji z dnia 30.04.1943, nr 759. Figuruje liście AM-185-759 i Komisji Technicznej PCK: 759. Przy szczątkach Matkowskiego w mundurze znaleziono część legitymacji MSWojsk., kartkę z adresami, świadectwo szczepień w Kozielsku nr 676. Znajduje się na liście ofiar (pod nr 0759) opublikowanej w Gońcu Krakowskim nr 107, Nowym Kurierze Warszawskim nr 112 z 1943. Krewni do 1946 poszukiwali informacji przez Biuro Informacji i Badań Polskiego Czerwonego Krzyża w Warszawie. Postanowieniem Sądu Grodzkiego w Krakowie z dnia 7 października 1946 został uznany za zmarłego. Pochowany na Polskim Cmentarzu Wojennym w Katyniu.
5 października 2007 minister obrony narodowej Aleksander Szczygło mianował go pośmiertnie na stopień majora. Awans został ogłoszony 9 listopada 2007, w Warszawie, w trakcie uroczystości „Katyń Pamiętamy – Uczcijmy Pamięć Bohaterów”.

### Życie prywatne
Był żonaty z Ewą ze Stanowskich, z którą miał synów Zbigniewa i Wiesława.

## Ordery i odznaczenia
- Krzyż Niepodległości – 2 sierpnia 1931 „za pracę w dziele odzyskania niepodległości”[17]
- Krzyż Walecznych[4]
- Srebrny Krzyż Zasługi[18]
- Krzyż „Za obronę mienia polskiego w Rosji”[19]
- Krzyż Kampanii Wrześniowej – pośmiertnie 1 stycznia 1986[20]
- Odznaka „Znak Pancerny” nr 319